# Letter to Evan
Albums de Bill Evans
Turn Out the Stars
(1980) Turn Out The Stars
(1980)
Letter To Evan : Live At Ronnie Scott's est un album du pianiste de jazz Bill Evans enregistré en 1980 et édité en 1992.

## Historique
Les titres qui composent cet album ont été enregistrés en public au Club Ronnie Scott's à Londres, le 21 juillet 1980.
Cet album fut publié pour la première fois en 1992 par le label français Dreyfus Jazz (191064-2).
On trouvera d’autres titres provenant du même engagement londonien sur le disque Turn Out The Stars (titres enregistrés le 2 août).
Les « liner notes » sont de Francis Paudras.
La composition Letter to Evan est un hommage du pianiste à son fils, Evan Evans.

## Titres de l’album
| No | Titre                      | Auteur                          | Durée |
| -- | -------------------------- | ------------------------------- | ----- |
| 1. | Emily                      | Johnny Mandel, Johnny Mercer    | 4:31  |
| 2. | The Days of Wine and Roses | Henry Mancini, Johnny Mercer    | 2:40  |
| 3. | Knit for Mary F.           | Bill Evans                      | 6:07  |
| 4. | Like Someone in Love       | Jimmy Van Heusen, Johnny Burke  | 5:42  |
| 5. | Your Story                 | Bill Evans                      | 4:21  |
| 6. | Stella by Starlight        | Victor Young, Ned Washington    | 4:46  |
| 7. | My Man's Gone Now          | George Gershwin, DuBose Heyward | 6:47  |
| 8. | Letter To Evan             | Bill Evans                      | 8:38  |

## Personnel
- Bill Evans : piano
- Marc Johnson : contrebasse
- Joe LaBarbera : batterie

## Note
1. 1 2  (en) « Fiche de Letter To Evan », sur discogs.com (consulté le 14 novembre 2017).
2. ↑  Photographie en vignette sur la pochette de l'album. Evan Edward Evans, né le 13 septembre 1975, est aujourd'hui compositeur de musiques de films.
3. ↑  Première version enregistrée par Evans, de ce thème composée en hommage à Mary Franksen, une de ses amies d'Omaha (Nebraska) qui avait l'habitude de lui tricoter des pulls.